# Németh Pál (atlétaedző)
Németh Pál (Szentkirály, 1937. június 20. – Szombathely, 2009. január 9.) magyar kosárlabdázó, kalapácsvető, mesteredző, a Dobópápa.

## Aktív pályafutása
1951-ben kezdett el sportolni, akkor még kosárlabdázott. 1956-ban Angliába távozott, Manchesterben kosárlabdázott, majd 1958-ban amnesztiával tért haza. 1965-ben áttért a röplabdára, ill. a kalapácsvetésre. 1975-ben fejezte be sportpályafutását, nem tudott kora nagy kalapácsvetői (pl. Zsivótzky Gyula) mellett komolyabb sikereket elérni.
Sportolás mellett a Magyar Államvasutak távírásza volt Szombathelyen, majd Győrött dolgozott rajzolóként 1958-ig, később rövid ideig betanított munkás, majd asztalostanuló és raktáros. 1963 és 1969 között a Szombathelyi Városi Tanács műszaki előadója volt és 1977-ig a Városgazdálkodási Vállalatnál dolgozott telepvezetőként, majd építésvezetőként és útépítő technikusként.

## Edzői pályafutása
1977-ben kezdte el az edzősködést a Haladás VSE együttesében, a kalapácsvetőket és a diszkoszvetőket edzette. Tizenhat évi edzősége alatt több Európa- és világbajnoki érmes dobót edzett (pl. Gécsek Tibor, Horváth Attila). 1989-ben hivatalosan nyugdíjba vonult, de folytatta az edzői munkáját. 1993-ban a Szombathelyi AC, majd 1995-ben a szombathelyi Dobó SE edzője lett. Tanítványa itt többek között Pars Krisztián volt, aki később, a 2012-es londoni játékokon aranyérmet szerzett. 1985-ben kapott mesteredzői címet.
Az év edzőjévé választották 1998-ban, valamint 1993-ban Kemény Ferenc-díjban, 2007-ben pedig Lóránt Gyula-díjban részesült. Halála után 2009-ben a Köztársasági Ezüst Érdemkereszttel ismerte el több évtizedes munkáját Sólyom László köztársasági elnök. A kitüntetést fia, Németh Zsolt vette át Budapesten.
Szabadidejében akvarelleket festett, 41 önálló kiállítása volt. Korábban politikai okok miatt nem vették fel a Képzőművészeti Főiskolára.

## Emlékezete
- 2009 óta minden esztendőben: Németh Pál-emléknap ( A Szombathelyi DOBÓ SE- Németh Pál Dobóakadémia és a Halmay Zoltán Olimpia Hagyományőrző egyesület szervezésében)
- Mellszobra  a szombathelyi Sugár úti Dobócentrumban található. (2017). A szobor alkotója: Kékesi Gábor
- Németh Pál utca Szombathelyen
- Németh Pál Kollégium (középskolai) Szombathelyen